# Valeria Chiaraviglio
Valeria Chiaraviglio (ur. 9 kwietnia 1989) – argentyńska lekkoatletka, skoczkini o tyczce, medalistka mistrzostw Ameryki Południowej i mistrzostw ibero-amerykańskich.
Jest siostrą Germána Chiaraviglio, również tyczkarza.

## Kariera
W wieku piętnastu lat sięgnęła po tytuł wicemistrzyni Ameryki Południowej juniorów młodszych. W latach 2005–2010 startowała w juniorskich i młodzieżowych międzynarodowych zmaganiach lekkoatletycznych, m.in. w Marrakeszu na mistrzostwach świata U-18, ale nie zdobyła na nich żadnego medalu. W 2013 roku otrzymała srebrny medal mistrzostw Ameryki Południowej, dwa lata później na czempionacie w Limie obroniła to trofeum. W latach 2014–2016 wywalczyła dwa medale mistrzostw ibero-amerykańskich, w 2017 zaś zdobyła trzeci w karierze medal mistrzostw kontynentu.
W latach 2009, 2013, 2014 oraz 2016 wywalczyła tytuł mistrzyni Argentyny.

## Osiągnięcia
| Rok     | Zawody                                             | Miasto              | Miejsce | Wynik |
| ------- | -------------------------------------------------- | ------------------- | ------- | ----- |
| 2004    | Mistrzostwa Ameryki Południowej juniorów młodszych | Guayaquil           | 2.      | 3,60  |
| 2005    | Mistrzostwa świata juniorów młodszych              | Marrakesz           | 9. H    | 3,65  |
| 2006    | Młodzieżowe mistrzostwa Ameryki Południowej        | Buenos Aires        | 5.      | 3,60  |
| 2007    | Mistrzostwa Ameryki Południowej juniorów           | São Paulo           | 5.      | 3,50  |
| 2007    | Mistrzostwa panamerykańskie juniorów               | São Paulo           | 9.      | 3,40  |
| 2010    | Młodzieżowe mistrzostwa Ameryki Południowej        | Medellín            | NH H    | N/A   |
| 2012    | Mistrzostwa ibero-amerykańskie                     | Barquisimeto        | 5.      | 4,00  |
| 2013    | Mistrzostwa Ameryki Południowej                    | Cartagena de Indias | 2.      | 4,15  |
| 2014    | Igrzyska Ameryki Południowej                       | Santiago            | 4.      | 4,00  |
| 2014    | Mistrzostwa ibero-amerykańskie                     | São Paulo           | 3.      | 4,10  |
| 2015    | Mistrzostwa Ameryki Południowej                    | Lima                | 2.      | 4,10  |
| 2015    | Igrzyska panamerykańskie                           | Toronto             | 9.      | 4,15  |
| 2016    | Mistrzostwa ibero-amerykańskie                     | Rio de Janeiro      | 3.      | 4,10  |
| 2017    | Mistrzostwa Ameryki Południowej                    | Asunción            | 3.      | 4,15  |
| 2017    | Uniwersjada                                        | Tajpej              | 8.      | 4,10  |
| 2018    | Igrzyska Ameryki Południowej                       | Cochabamba          | 4.      | 3,70  |
| 2021    | Mistrzostwa Ameryki Południowej                    | Guayaquil           | 4.      | 3,90  |
| Źródło: |                                                    |                     |         |       |

## Rekordy życiowe
Rekord życiowy zawodniczki to 4,20 m i został ustanowiony 2 października 2011 w Santa Fe.